# Fluminimaggiore
Fluminimaggiore o, en lengua sarda y cooficialmente, Frùmini Majori, es un municipio de Italia de 3.002 habitantes en la provincia de Cerdeña del Sur, región de Cerdeña. Está situado en el suroeste de la isla.
El río Flumini Mannu, que atraviesa su territorio, da nombre al municipio. Entre los lugares de interés destaca el Templo de Antas, donde se ha documentado la presencia fenicia, y la iglesia de San Antonio de Padua.

## Historia
Los restos más antiguos de poblamiento humano datan del 1.500 a. C., durante la Edad del Bronce. De la cultura nurágica restan algunas tumbas de los gigantes, como "Perdas Al bas" o "Sa Corti de Su Estiu", y numerosos nuragas. También se documenta la presencia fenicia en la región.
En torno al siglo XII comienza a tomar importancia la actividad minera. El primer documento escrito que da cuenta de la existencia de la región es el Codex Diplomaticus Sardiniae, que data de 1272. A mediados del siglo XVII fue destruido y abandonado, y fue reconstruido en el 1704. En 1860 comienza a desarrollarse de nuevo la actividad minera, aunque en la actualidad está ausente, lo que ha dado lugar a un descenso de población debido a la emigración en las últimas décadas.

## Evolución demográfica
| Gráfica de evolución demográfica de Fluminimaggiore entre 1861 y 2001 |
|                                                                       |
| Fuente ISTAT - Elaboración gráfica de Wikipedia                       |